# Holijačka Luka
Holijačka Luka (en serbe cyrillique : Холијачка Лука) est un village de Bosnie-Herzégovine. Il est situé dans la municipalité de Višegrad et dans la république serbe de Bosnie. Selon les premiers résultats du recensement bosnien de 2013, il ne compte plus aucun habitant.